# لئوناردو هنریکز دا سیلوا
لئوناردو هنریکز دا سیلوا (به پرتغالی: Leonardo Henriques da Silva) مدافع اهل برزیل است که در شهر Penápolis و در تاریخ ۲۲ ژوئیهٔ ۱۹۸۲ به دنیا آمده‌است.
لئوناردو هنریکز دا سیلوا در تیم‌های فوتبال Guarani سابقهٔ حضور دارد.